# کشتازلی
کشتازلی (به لاتین: Keştazlı) یک منطقهٔ مسکونی در جمهوری آذربایجان است که در شهرستان آغ‌دام واقع شده‌است.